# Imposta sul valore aggiunto (Svizzera)
L'imposta sul valore aggiunto (IVA) nella legislazione svizzera è un'imposta indiretta sui consumi che viene riscossa presso le imprese ma pagata dai consumatori. Infatti, il prezzo che i clienti pagano per l'acquisto di beni e servizi include già l'imposta sul valore aggiunto.
Se un'impresa deve acquistare altri prodotti o servizi (input) per produrre i propri beni o fornire i propri servizi, può detrarre l'IVA pagata per tali acquisti dall'IVA pagata dai propri clienti che deve essere versata al fisco (input tax deduction).

## Legislazione
La Svizzera ha introdotto il suo attuale sistema IVA nel 1995, della cui gestione si occupa l'Amministrazione federale delle contribuzioni (AFC). Localmente, l'imposta sul consumo è nota come Mehrwertsteuer (MWST), Taxe sur la valeur ajoutée (TVA) o Imposta sul Valore Aggiunto (IVA). Tale imposta è disciplinata dalla legge federale svizzera concernente l'imposta sul valore aggiunto.

### Regole speciali ed eccezioni
Sono escluse dall'imposta sul valore aggiunto, tra le altre elencate all'art. 21 par. 2 della legge federale svizzera concernente l'IVA, le prestazioni nei settori della sanità, dell'educazione e della formazione, della cultura, nonché alcune operazioni nel settore del mercato monetario e di capitali. La regola applicata in via generale è che l'esclusione dall'imposta di una delle prestazioni presenti nell'elenco si determina guardando esclusivamente al contenuto della stessa, a prescindere quindi da chi la fornisce o la riceve. In via eccezionale l'esclusione dall'imposta può dipendere dalle caratteristiche del suo fornitore o del destinatario; in tal caso, l'esclusione si applica soltanto alle prestazioni fornite o ricevute da persone che presentano le caratteristiche richieste.
In Svizzera sono applicabili dal 1º gennaio 2018 le seguenti aliquote:
Aliquota normale (art. 25 par. 1): 7,7%
Aliquota ridotta (per la fornitura di beni e la prestazione di servizi elencati all'art. 25 par. 2, tra cui cibo, medicine, giornali e libri): 2,5%
Aliquota speciale (art. 25 par. 4; per le prestazioni nel settore alberghiero, ovvero l'alloggio con prima colazione, anche se questa è fatturata separatamente; tale aliquota è applicabile fino alla fine del 2027): 3,7%

### Soggetti passivi IVA
È soggetto passivo IVA chi svolge un'attività economica e, attraverso tale attività, fornisce beni o presta servizi in territorio svizzero oppure chi ha la sede di tale attività, il domicilio o una stabile organizzazione in territorio svizzero (art. 10 par. 1 LIVA).
Secondo la legislazione svizzera, una persona esercita un'attività economica se:
1. svolge in modo indipendente un'attività professionale o commerciale con l'obiettivo di guadagnare in modo stabile un reddito;
2. pone in essere tale attività in nome proprio (art. 10 par. 2).

Un ulteriore requisito è dato dal fatturato annuo (art. 10 par. 2 lett. a): solo le attività economiche con un fatturato annuo superiore a CHF 100.000 sono assoggettate ad IVA.
Chi possiede tali requisiti deve dichiarare all'AFC di essere contribuente IVA e l'AFC, dopo la sua registrazione, attribuisce al contribuente un numero IVA.

### Requisito del localismo per l'applicazione della normativa IVA
In via generale, esclusivamente la cessione di beni e la prestazione di servizi che, secondo la normativa svizzera, si considerano effettuate nel territorio svizzero sono soggette alla disciplina IVA vigente nello Stato. Il territorio svizzero comprende il territorio nazionale svizzero e le enclavi doganali estere (art. 3 par. 1 lett. a) LIVA), così come definite dall'art. 3 par. 2 della legge del 18 marzo 2005 sulle dogane.
Le imprese straniere che forniscono beni o prestano servizi in Svizzera sono esenti da IVA, in quanto è l'acquirente dei beni o servizi, se soggetto passivo nel territorio dello Stato, ad essere tenuto al pagamento dell'imposta in luogo del fornitore o prestatore (articolo 10 comma 2 lettera b e articolo 45 LIVA); si tratta della cd. reverse charge. Tuttavia, tale regola non si applica alla fornitura di servizi digitali e di telecomunicazione (art. 10 par. 2 lett. b)). Ne consegue che le imprese straniere che rendono tali servizi digitali ai privati in Svizzera sono soggette a IVA, perché questi servizi si considerano resi, secondo la regola generale (art. 8 par. 1 LIVA), nel luogo in cui si trova il destinatario della prestazione, pertanto in territorio svizzero.

#### Luogo della fornitura
Ai fini di stabilire il luogo della fornitura, la normativa propone un'alternativa:
- il luogo in cui si trova il bene al momento del trasferimento del potere di disporne economicamente, della consegna o in cui viene messo a disposizione per l'uso o il godimento;
- il luogo dal quale inizia il trasporto o la spedizione del bene destinato all'acquirente o, su suo ordine, ad un terzo.

Per quanto riguarda la fornitura di servizi a rete (energia elettrica, gas naturale, teleriscaldamento), il luogo di tassazione equivale al sito in cui il destinatario ha la sede della sua attività economica o una stabile organizzazione a cui è destinata la fornitura, oppure, in loro assenza , il luogo nel quale l'energia elettrica, il gas o il teleriscaldamento sono effettivamente utilizzati o consumati.
Per quanto riguarda la fornitura di un bene dall'estero in territorio svizzero, è considerato quale luogo della fornitura il territorio svizzero, purché il fornitore della prestazione, alternativamente:
- sia autorizzato dall'AFC ad importare i beni a proprio nome e che al momento dell'importazione non vi sia rinuncia;
- esegua forniture di beni che, in ragione dell'ammontare d'imposta irrilevante, sono esenti dall'imposta sull'importazione, e realizzi con tali forniture una cifra d'affari di almeno 100 000 franchi all'anno[4].

#### Luogo della prestazione di servizi
Ai sensi dell'art. 8 LIVA, si considera luogo della prestazione di servizi quello in cui il destinatario ha la sede della sua attività economica o una stabile organizzazione a cui è destinata la prestazione di servizi, o in loro assenza, il suo domicilio o luogo in cui ha la dimora abituale. Ai sensi del comma 2 dell'art. 8, si considera come luogo della prestazione di servizi:
a. per prestazioni di servizi fornite direttamente ad individui che siano presenti fisicamente, anche se eccezionalmente fornite a distanza: il luogo in cui il prestatore ha la sede della sua attività economica o una stabile organizzazione, oppure, in loro assenza, il suo domicilio o il luogo nel quale svolge la sua attività economica;
b. per i servizi forniti da agenzie di viaggio o organizzatori di eventi: il luogo in cui il prestatore ha la sede della sua attività economica o una stabile organizzazione, oppure, in loro assenza, il suo domicilio o il luogo in cui svolge la sua attività economica;
c. per prestazioni culturali, artistiche, sportive, scientifiche, didattiche, di intrattenimento e analoghe, comprese le prestazioni del promotore e le eventuali prestazioni connesse: il luogo in cui tali attività sono effettivamente svolte;
d. per prestazioni della ristorazione: il luogo in cui la prestazione di servizi è effettivamente fornita;
e. per prestazioni di trasporto di persone: il luogo in cui avviene effettivamente il trasporto tenuto conto del tragitto percorso; per i trasporti transfrontalieri, il Consiglio federale può stabilire che brevi tragitti sul territorio svizzero siano considerati effettuati all'estero e viceversa;
f. per prestazioni di servizi relative a un fondo: il luogo in cui si trova il fondo;
g. per prestazioni di servizi nell'ambito della cooperazione internazionale allo sviluppo e aiuto umanitario: il luogo cui la prestazione di servizi è destinata.

## Il caso della Dating app
La Corte Suprema Svizzera, nella sentenza ATF 139 II 346 del 20 maggio 2013, ha analizzato l'applicazione della normativa svizzera sull'individuazione del luogo della prestazione dei servizi ai fini IVA ad un sito di incontri, servizio erogato dalla società X Inc., con sede legale in Florida, Stati Uniti d'America. Nella sentenza sopracitata, si legge che X Inc. gestisce vari siti di incontri su Internet, i quali consentono ai propri utenti di incontrarsi virtualmente, con la possibilità di fissare successivamente un appuntamento. I siti della società offrono numerosi servizi (come la creazione di profili, l'iscrizione in elenchi, l'accesso alle informazioni relative ad altri utenti, nonché vari mezzi di comunicazione) e prevedono diversi livelli di partecipazione (ogni livello dà accesso ad informazioni più o meno dettagliate su altri utenti). L'importo pagato dagli utenti dipende dal livello di partecipazione prescelto.
Nel caso analizzato, è emerso che X Inc. aveva realizzato in territorio svizzero un importante volume d'affari. La Corte Suprema Svizzera ha dovuto affrontare due ordini di problemi:
1. Al fine di definire il luogo di fornitura, il ricorrente ha sostenuto che il servizio rientrava tra quelli di cui all'art. 8 par. 2 lett. a) LIVA, pertanto era da localizzarsi nel luogo in cui il fornitore ha la sede della sua attività economica o una stabile organizzazione, oppure, in loro assenza, il suo domicilio o nel luogo in cui svolge la sua attività economica. Tuttavia, la Corte Suprema rigetta questa interpretazione e afferma che: "Ciò che rileva non è il contenuto del servizio, ma la modalità di erogazione. Inoltre, dato che il servizio ha avuto luogo senza la presenza fisica del fornitore e del cliente, si applica la regola generale del luogo del destinatario del servizio", ovvero la regola di cui all'art. 8 par. 1 LIVA.
2. Se il servizio possa essere qualificato come servizio digitale, ai sensi dell'art. 10 par. 2 lett. b) LIVA, tassabile nel luogo del destinatario del servizio (quindi in questo caso la Svizzera). La Corte Suprema conferma il carattere di servizio digitale, alla luce di diversi fattori, tra cui: il sito di incontri è accessibile esclusivamente via internet; i dati sono forniti dai clienti on-line; l'ampio raggio di azione di tali servizi, forniti ad un gran numero di persone, non sarebbe possibile senza l'uso della piattaforma digitale[8].

## IVA e previdenza sociale in un contesto di robotizzazione
In considerazione delle difficoltà incontrate nel finanziamento della previdenza sociale, Yves Flückiger e Javier Suarez Cordero hanno suggerito una riforma globale del sistema dell'IVA. Al fine di trattare in modo equo tutti i fattori di produzione (lavoro e investimenti di capitale), essi propongono di introdurre un'imposta sul valore aggiunto lordo dell'impresa (taxe sur la valeur ajoutée brute de l'entreprise), ossia un'imposta neutra nei confronti dei fattori di produzione, in quanto riscossa su ciascuno di essi, compresi gli investimenti di capitale o le esportazioni.
Gli autori ammettono che, tuttavia, tale soluzione potrebbe avere alcune criticità: innanzitutto, un impatto negativo sulla crescita economica, in quanto penalizzante per alcuni investimenti che potrebbero subire una doppia imposizione; in secondo luogo, richiederebbe una revisione completa del sistema globale dell'IVA, in Svizzera e nell'Unione europea, che sembrerebbe difficile da raggiungere, tenendo presenti, ad esempio, le difficoltà di adeguamento delle regole sull'IVA all'economia digitale.
Di imposta sul valore aggiunto lordo dell'impresa si parla anche in un rapporto del governo svizzero del 7 dicembre 2018 in cui si osserva che, nel contesto della robotizzazione, un metodo alternativo per finanziare la previdenza sociale consisterebbe nell'ampliare la base di calcolo dei contributi previdenziali a carico del datore di lavoro al valore aggiunto globale creato dalle singole imprese. Di conseguenza, tutti i fattori produttivi, cioè capitale e lavoro, parteciperebbero al finanziamento della previdenza sociale. Un tale ampliamento della base di calcolo dei contributi previdenziali avrebbe in teoria il vantaggio di essere fiscalmente neutro, non favorendo una tecnologia o un fattore di produzione a scapito di altri. Ciò ridurrebbe il costo della manodopera, e il lavoro diventerebbe più competitivo nei confronti del capitale. L'effetto principale è quello di garantire il finanziamento delle assicurazioni sociali indipendentemente dallo sviluppo dell'economia.
Così come delineate, tali imposte non possono essere considerate vere e proprie robot tax, in quanto non vanno a gravare direttamente sui robot o sul loro utilizzo; piuttosto, ampliano la base dei contributi previdenziali all'intero valore aggiunto per includere i profitti derivanti dall'uso della tecnologia.
Il rapporto svizzero assume una posizione critica nei confronti di questo approccio, osservando che una tale riforma andrebbe a tassare di fatto più pesantemente il capitale e il suo reddito, e, così facendo, verrebbero avvantaggiate le imprese ad alta intensità di lavoro e svantaggiati i settori ad alta intensità di capitale. Pertanto, le imprese verrebbero tassate di più o di meno, a parità di profitto, a seconda delle loro scelte tecnologiche e di finanziamento. Inoltre, bisogna considerare che queste imposte sono difficili da amministrare dal momento che richiedono il calcolo del valore aggiunto globale dell'impresa.